# Agostino Bertani
Agostino Bertani (Milano, 19 ottobre 1812 – Roma, 30 aprile 1886) è stato un medico, patriota e politico italiano, fondatore dell'Estrema sinistra storica.

## Biografia
Formatosi all'Università degli Studi di Pavia come allievo del Collegio Borromeo, fu medico-chirurgo all'Ospedale Maggiore di Milano, a partire dal 1840; nel 1842 fondò la Gazzetta Medica. Amico di Mazzini, e ancor più di Cattaneo, fu tra i preparatori e i partecipanti alle Cinque giornate di Milano (1848); da allora e in seguito fu organizzatore indefesso dell'assistenza ai feriti in quasi tutti i più importanti avvenimenti militari nella Penisola italiana. 
Nel 1849 fu a Roma a sostenere la Repubblica romana, prestando servizio come medico, e si ritrovò a curare Goffredo Mameli, ferito alla gamba sinistra durante un assalto alla baionetta nell'Assedio di Roma. La ferita sembrava leggera, ma si sviluppò una grave infezione che costrinse Bertani ad amputare la gamba, invano, poiché l'infezione fu fatale a Mameli. Tuttavia, come ricordo dell'assistenza prestata, la madre di Mameli volle donare ad Agostino Bertani una teca con una ciocca dei capelli del figlio. 
Dopo aver riparato in esilio in Svizzera, Bertani si trasferì a Genova ove costituì, con l'approvazione di Mazzini, un "Comitato militare" per l'indipendenza e l'Unità d'Italia. Fu eletto deputato nella VII legislatura del Regno di Sardegna. Pur restando fedele ai suoi principi repubblicani, nel 1859 dichiarò con i suoi amici esuli di dare leale appoggio al governo piemontese. Partecipò alla Seconda guerra d'indipendenza come ufficiale medico nel corpo dei volontari di Garibaldi.
Nel 1860 seguì l'Eroe dei due mondi a Palermo ed a Napoli. Ebbe un ruolo importante nel raccogliere cinque spedizioni in aiuto ai garibaldini, occupandosi anche di ottenere gli aiuti economici e rivestendo la qualifica di "segretario generale" che controfirmava i decreti del dittatore Garibaldi. In questa sua attività suscitò tuttavia sia l'avversità di Cavour, che lo riteneva contrario all'annessione diretta al regno di Sardegna, sia dei generali garibaldini. Fu sostituito pertanto dal Pallavicino.
Nel 1861 fu eletto al Parlamento del Regno d'Italia, ove sedette nei banchi della Sinistra storica, coinvolto in aspre polemiche. Si oppose alla spedizione di Garibaldi del 1862 verso Roma, anche se rimase amico di Garibaldi e fu nuovamente al suo fianco nell'Invasione del Trentino, con la responsabilità del servizio medico; combatté nella battaglia di Mentana del 1867.
Dopo la presa di Roma nel 1870 divenne sempre più il riferimento in Parlamento della Sinistra extraparlamentare repubblicana e mazziniana. S'impegnò nella conciliazione tra le istanze repubblicane e un'evoluzione della monarchia in senso democratico. Pur mantenendo l'ideale repubblicano, Bertani era contrario all'astensionismo propugnato dalla maggior parte dei seguaci di Mazzini, e ritenne sempre prioritario condurre la lotta democratica nel quadro delle istituzioni, senza alcuna pregiudiziale istituzionale.
Dopo essersi opposto ai governi della Destra storica, Bertani prese le distanze anche dalla Sinistra di Agostino Depretis - di cui condannava sul piano politico e morale la pratica del trasformismo -  e, il 26 maggio 1877, costituì un separato gruppo parlamentare del "partito dell'estrema sinistra". Appoggiò in seguito il Governo Cairoli I. Per tale motivo, è considerato il fondatore dell'Estrema sinistra storica, di cui fu la guida, prima dell'avvento di Felice Cavallotti.
Fu promotore dell'inchiesta parlamentare sulle condizioni dei lavoratori della terra in Italia, sostenne l'abolizione della tassa sul macinato, fu fautore del suffragio universale e si occupò di questioni di istruzione e di igiene pubblica. Nella sua carriera di deputato ebbe sempre particolare attenzione per i problemi riguardanti la sanità; da ricordare inoltre il suo intervento per alleviare le condizioni di detenzione di Giovanni Passannante, anarchico condannato all'ergastolo per il tentato omicidio del re Umberto I. Fu anche scrittore efficace, come si vede dai suoi numerosi opuscoli, dai discorsi politici, dai lavori professionali e tecnici. I suoi scritti di argomento politico vennero raccolti e pubblicati in Scritti e discorsi (1890) e partecipò anche alla fondazione del giornale La Riforma.
Muore nel 1886 e fu sepolto nel Cimitero monumentale di Milano.

## Massoneria
Nel 1866  fu iniziato nella Massoneria del Grande Oriente d'Italia, nella Loggia "Progresso sociale" di Firenze, e nel 1833 appartenne alla loggia "Propaganda Massonica" di Roma, nel 1885 fu eletto Consigliere dell'Ordine e fu nel Comitato d'onore per il monumento a Giordano Bruno.

## Monumenti commemorativi
Il monumento nazionale ad Agostino Bertani, opera di Vincenzo Vela, fu inaugurato il 30 aprile 1888; originariamente era situato nell'odierna piazza Donegani di Milano, ma successivamente fu trasferito in piazza fratelli Bandiera, ove si può vedere ancora oggi. Il monumento è citato anche da Achille Campanile nel racconto breve "Ferragosto" (incluso nella raccolta Gli asparagi e l'immortalità dell'anima) dove, una volta animatosi, gira spaesato per la città con in mano la propria epigrafe, domandandosi, non molto onorevolmente, «Ma chi ero?».

## Citazioni
Garibaldi scrisse nella prefazione alle sue "Memorie" (1872):